# Carlo Carrà
Carlo Dalmazzo Carrà (Quargnento, 11 febbraio 1881 – Milano, 13 aprile 1966) è stato un pittore italiano, professore presso l'Accademia di Brera dal 1939 al 1951.

## Biografia

### Gli inizi
Figlio di un possidente terriero caduto in disgrazia, Giuseppe Carrà, e di Giuseppina Pittolo, nacque a Quargnento (Alessandria) l'11 febbraio del 1881.
Apprese i primi accenni dell'arte del disegno da giovane, a soli 12 anni, durante una forzata permanenza a letto a causa di una lunga malattia. Iniziò ben presto a lavorare come decoratore murale a Valenza frequentando nel frattempo le scuole serali tra cui a Milano negli anni 1904-05 la Scuola superiore d'Arte applicata all'Industria del Castello Sforzesco. Ricorda infatti di lui Luigi Timoncini: «In particolare Carrà allora di professione decoratore murale, frequentatore della Scuola negli anni 1904-05 di ritorno da Parigi e Londra, prima di iscriversi all'Accademia di Brera, vi si distinse conseguendo il primo premio di decorazione, di lire 500, e quello Noseda di 175 lire.» Anche Carrà stesso ricorda il conseguimento dei due premi nella propria autobiografia.
Nel 1899-1900 Carrà fu per la prima volta a Parigi, poi a Londra; vide molta pittura antica e moderna; mentre a Milano guardava soltanto a Segantini, Previati, Mosè Bianchi. Per quel tempo, la sua era una "informazione" abbastanza vasta, tale da fargli capire, per via di confronto, che l'arte borghese italiana del primo Novecento non poteva suggerirgli alcuna idea innovatrice. Si recò a Parigi all'Esposizione universale, per eseguire le decorazioni di alcuni padiglioni. In visita al Louvre, si entusiasmò di alcuni pittori, quali Delacroix, Géricault, Manet, Pierre-Auguste Renoir, Paul Cézanne, Camille Pissarro, Alfred Sisley, Claude Monet, Gauguin. A Londra, invece, si appassionò alle opere di John Constable e William Turner.
In questo periodo cominciò a interessarsi di politica, intrattenendo rapporti con gruppi anarchici che interruppe però ben presto. Trovatosi per caso nel corso del funerale dell'anarchico Galli, ucciso dal custode della fabbrica che picchettava nel corso dello sciopero generale del 1904, e pur essendo successivamente apertamente fascista ne rimase profondamente colpito e cominciò a disegnare alcuni bozzetti, che anni più tardi sfoceranno nell'opera Il funerale dell'anarchico Galli.
Solo nel 1906 entrò all'Accademia di Brera, come allievo di Cesare Tallone. Qui incontrò alcuni giovani artisti destinati a essere protagonisti della scena artistica italiana: Bonzagni, Romani, Valeri e Umberto Boccioni.
Breve esperienza divisionista: è difatti nel divisionismo che Carrà scorge i fermenti più vivi di rivolta al clima provinciale della pittura italiana di quegli anni. Nel 1909, con la pubblicazione del Manifesto del futurismo, a firma di Filippo Tommaso Marinetti, rivolto ai giovani artisti dell'epoca per esortarli ad adottare un nuovo linguaggio espressivo, nasce il nuovo movimento del Futurismo, cui aderiscono Carrà e altri artisti, fra cui i pittori Gino Severini e Giacomo Balla.
Dal 1939, e per tutti gli anni quaranta, insegna pittura all'Accademia di Belle Arti di Brera, Milano. Suoi allievi sono stati Giuseppe Ajmone e Oreste Carpi.

### Il periodo futurista
Di questo periodo è il breve ma intenso legame sessuale con Leda Rafanelli, anarchica, che si era separata dal marito; Alberto Ciampi, uno dei maggiori esperti per quanto concerne i rapporti fra Futurismo e anarchia, ha pubblicato un libro dedicato ai due Leda Rafanelli, Carlo Carrà: un romanzo, arte e politica in un incontro, non per niente Carrà le dedica un quadro intitolato Funerali dell'anarchico Galli e commenta così l'accadimento.
Da questo scritto traspare lo scosso stato emotivo di Carrà, in quanto durante i funerali vi furono scontri fra poliziotti e partecipanti al corteo funebre.
Carrà collaborò al movimento futurista per sei anni. I concetti ispiratori della pittura futurista vennero pubblicati sulla rivista Lacerba, a cui egli collaborò attivamente. Carrà concepiva i suoi quadri come immagini dinamiche ma allo stesso tempo non soltanto limitate a dare la sensazione di movimento, destinate attraverso il colore, a eliminare la legge fissa di gravità dei corpi. Nel 1908 Carrà conosce Boccioni e Luigi Russolo. Dopo aver aderito al movimento di Marinetti, con Boccioni, Russolo, Severini e Balla, firma il Manifesto dei pittori futuristi l'11 febbraio 1910, e il Manifesto tecnico della pittura futurista l'11 aprile 1910. Suo è il manifesto La pittura dei suoni, rumori, odori (1912). Proprio in questi anni nacque l'amicizia fra Carrà e il poeta Giuseppe Ungaretti. Il distacco dal Futurismo avviene nel 1916, quando dà avvio con De Chirico alla pittura metafisica.
Le principali opere futuriste di Carrà sono:
- La stazione di Milano (1910-11)
- I funerali dell'anarchico Galli (1910-11)
- Luci notturne (1910-11)
- Donna al balcone (1912)
- La Galleria di Milano (1912)
- Trascendenze plastiche (1912)
- Manifestazione interventista (1914)

### Il periodo metafisico
A partire dal 1915 Carrà comincia a sentire l'esigenza di abbandonare i temi della velocità e del dinamismo, cercando un contatto più strutturato con il reale. La guerra coinvolgerà Carrà, prima con un'intensa attività interventista, durante la quale conobbe anche Cesare Battisti, e poi con la chiamata alle armi. Ma l'esperienza fu talmente dolorosa, che finì ricoverato in un nevrocomio a Ferrara. In questa città, nel 1917, conobbe Giorgio De Chirico, Alberto Savinio, Filippo de Pisis, con i quali definì i principi teorici della metafisica. Dopo alcune opere in stile dechirichiano, il pittore raggiunse ben presto una propria individualità artistica, per cui Carrà non rimase confinato tra le formule tipiche del movimento metafisico, nella sua arte la metafisica fu decisamente superata dalla poesia e dal senso del magico. Nel 1919 contrasse matrimonio con Ines Minoja e iniziò la collaborazione alla rivista d'arte Valori plastici di Roma, che proseguì fino al 1921. Le principali opere di questo periodo sono:
- Ritratto di donna (1916), disegno a matita su carta, 28x23 cm, collezione privata;
- Il cavaliere occidentale (1917), olio su tela, Collezione Mattioli
- L'idolo ermafrodito (1917)
- Madre e figlio (1917), olio su tela, Milano, Pinacoteca di Brera[6]
- La musa metafisica (1917)
- Le figlie di Loth (1919)
- Il figlio del costruttore (1917-1921)
- L'amante dell'ingegnere (1921)
- L'attesa (1926)
- Meriggio (1923)

#### Le figlie di Loth(1919)
Due giovani donne si confrontano di fronte alla facciata di una casa. La ragazza di sinistra è in piedi sulla soglia mentre l'altra a destra è inginocchiata. A terra è poggiato un bastone da viaggio appartenente alla giovane. Tra di loro un cane corre ad accogliere la ragazza. La scena si svolge su uno spazio lastricato, alla destra del quale si erge un pilastro di foggia classica che sostiene una pigna marmorea. Oltre il cortile si sviluppa un paesaggio scarno con due colline pietrose. Dietro a una di esse si intravede una rotonda. Infatti, secondo gli storici, analizzando l'opera è possibile individuare il passaggio dalla metafisica al realismo magico. Carlo Carrà segna così un punto di arrivo nelle sue ricerche condotte a partire dal 1915-1916. In questo dipinto si possono osservare le esperienze legate alla poetica di ritorno all'ordine che vennero promosse sulla rivista Valori Plastici. Nel periodo dominato culturalmente dalla retorica fascista gli artisti furono spinti a rievocare la tradizione italica. La sua ricerca formale partì infatti dallo studio di Giotto e Masaccio il cui stile si ritrova ne Le figlie di Loth. I corpi delle figure sono semplificati e le forme sintetiche e ricondotte a forme geometriche idealizzate. Si tratta di un linguaggio arcaicizzante che si evidenzia anche nelle posture delle due protagoniste. Il paesaggio e il terreno piastrellato sono un ricordo delle esperienze metafisiche.

### Il periodo trascendente
Nel 1922, una nuova svolta nel percorso artistico di Carrà, che lo porta ad abbandonare anche la metafisica, spinto dal desiderio di "essere soltanto se stesso". La pittura deve cogliere quel rapporto che comprende il bisogno di immedesimazione con le cose e il bisogno di astrazione e la contemplazione del paesaggio si risolve allora nella «costruzione» di un quadro, sia montano sia marino. Conosce anche il pittore-poeta milanese Cesare Breveglieri (il quale lo ritrasse mentre dipingeva). L'archivio dell'artista è conservato all'Archivio del '900 del Mart di Rovereto. Tra le varie esposizioni collettive internazionali alle quali ha partecipato, si ricorda la VI Triennale di Milano, dove espone la pittura murale "la lavorazione del marmo", nella galleria delle arti decorative e industriali, assieme ad artisti come Filiberto Sbardella, Adriano Spilimbergo, Cagli.

### Morte
Carlo Carrà riposa al cimitero monumentale di Milano; sulla sua tomba è collocata un'opera di Giacomo Manzù.

## Opere
- I cavalieri dell'Apocalisse (1908), olio su tela, Art Institute of Chicago[9]
- Uscita da teatro (1910), Estorick Collection of Modern Italian Art
- Ciò che mi ha detto il tram (1911), Museo d'arte moderna e contemporanea di Trento e Rovereto
- Ritmi di oggetti (1911), olio su tela, Milano, Pinacoteca di Brera[10]
- Il ciclista (1913)
- Il cavaliere rosso (1913)
- Manifestazione Interventista (1914), collage su cartone, collezione Gianni Mattioli
- Ritratto di donna (1916), disegno a matita su carta, 28x23 cm, collezione privata
- La Camera Incantata (1917), olio su tela, Milano, Pinacoteca di Brera[11]
- La Musa Metafisica (1917), olio su tela, Milano, Pinacoteca di Brera[12]
- Le figlie di Loth (1919), Museo d'arte moderna e contemporanea di Trento e Rovereto
- Il pino sul mare (1921)
- L'approdo (1923)
- Onde (Marina) (1924), acquaforte su rame (in 25 esemplari e 3 prove d'artista nel 1924, 13 es. nel 1951)
- La vela (1924), acquaforte su rame (in 25 esemplari, 60 es. postumi nel 1971)
- La casa dell'amore (1924), acquaforte su rame (in 25 esemplari e 3 prove d'artista nel 1924, 10 es. nel 1951, 70 es. postumi 1971)
- Bagante II (1924), acquaforte su rame (in 29 esemplari e 3 prove d'artista nel 1924, 70 es. postumi 1971)
- La foce del Cinquale (1925)
- Canale a Venezia (1926), olio su tavola, Lugano, Museo Cantonale d'Arte
- Paesaggio, (1927), olio su tela, Collezione Roberto Casamonti Firenze
- I nuotatori (1928)
- Rissa tra statue e modelli (1928)
- Mattino al mare (1928), olio su tela, Milano, collezione privata
- La segheria dei marmi (1928), olio su tela, Milano, Pinacoteca di Brera[13]
- Nuotatori (1929), olio su tela, Milano, collezione privata
- Marina con albero (1930)
- Porte Caricatore (1930), olio su tela, Parigi, Musée National d'Art Moderne
- Partita di calcio (1934), olio su tela
- Il barcaiolo (1934), olio su tela
- La strada verso casa
- Ritorno dai campi
- Autoritratto
- Arresto di Cesare Battisti
- Dopo il tramonto
- Ritratto maschile (1942), olio su cartone telato, Galleria Comunale d'Arte di Cagliari
- Mele (1947), olio su tela, Galleria Comunale d'Arte di Cagliari
- Costruttori (1949-1950), realizzato, insieme con un autoritratto, per l'importante collezione Verzocchi sul tema del lavoro. La Collezione è oggi conservata presso la Pinacoteca Civica di Forlì
- Estate sul fiume (1951)
- Case fra i campi (1928), olio su tela, Pieve di Cento (BO), MAGI '900 - Museo delle eccellenze artistiche e storiche
- Case nel sole (1932), olio su tela, Collezione privata Terragni

## Scritti
- Carlo Carrà, La mia vita, Roma, Longanesi, 1943; poi Milano, Rizzoli, 1943 e 1945.
- Carlo Carrà, Tutti gli scritti, a cura di Massimo Carrà, con un saggio di Vittorio Fagone, Milano, Feltrinelli, 1978.